# Laura Närhi
Laura Närhi, född 19 januari 1978 i Kyrkslätt, är en finländsk sångerska. 

## Karriär
Laura Närhi har varit sångerska i bandet Kemopetrol sedan 1999. Hon påbörjade en solokarriär år 2010. Debutalbumet Suuri sydän släpptes i augusti 2010 och sålde fler än 30 000 exemplar i Finland. Albumet nådde tredje plats på landets albumlista. Flera av hennes singlar har också placerat sig högt på den finska singellistan.

## Diskografi

### Album
- 2010 – Suuri sydän

### Singlar
- 2002 – Kuutamolla (Se ei mee pois)
- 2010 – Jää mun luo
- 2010 – Tämä on totta
- 2010 – Mä annan sut pois
- 2011 – Kaksi irrallaan
- 2011 – Hetken tie on kevyt